# Битка в Негуш (1948)
Вижте пояснителната страница за други значения на Битка за Негуш.
Битката в Негуш (на гръцки: Μάχη της Νάουσα) е сражение от Гръцката гражданска война в периода 22/23 декември 1948 година, при което силите на Демократичната армия на Гърция (ДАГ) влизат във и се оттеглят от южномакедонски град Негуш (Науса).

## Сражение
На 22/23 декември 1948 година 18-а бригада на ДАГ, командвана от Пандо Войнов влиза и успешно се оттегля от Негуш. Загиват 22 бойци на ДАГ – 20 мъже и 2 жени. Телата им са изложени публично на централния площад „Труман“ (днес „Каратасос“) и след това с камиони за боклук са откарани на гробището и погребани в масов гроб.
На 30 май 2010 година на масовия гроб е поставен паметник.